# Округ Џенива (Алабама)
Округ Џенива (енгл. Geneva County) је округ у америчкој савезној држави Алабама. По попису из 2010. године број становника је 26.790. Седиште округа је град Џенива.

## Демографија
Према попису становништва из 2010. у округу је живело 26.790 становника, што је 1.026 (4,0%) становника више него 2000. године.
| Група             | 2000.          | 2010.          |
| Белци             | 22.181 (86,1%) | 22.692 (84,7%) |
| Афроамериканци    | 2.743 (10,6%)  | 2.539 (9,5%)   |
| Азијати           | 32 (0,1%)      | 67 (0,3%)      |
| Хиспаноамериканци | 453 (1,8%)     | 920 (3,4%)     |
| Укупно            | 25.764         | 26.790         |